# Lilly Schönauer – Liebe mit Familienanschluss
Lilly Schönauer – Liebe mit Familienanschluss ist ein deutsch-österreichischer Fernsehfilm aus dem Jahr 2013 und die dreizehnte Episode aus der Reihe Lilly Schönauer. Die Hauptrollen werden von Marion Mitterhammer, Peter Kremer und Miroslav Nemec gespielt.

## Handlung
Die erfolgreiche Innenausstatterin Johanna Gruber, geschieden, Ende 40, lebt in Österreich im Salzkammergut am Mondsee. Sie ist Mutter zweier erwachsener Kinder: Ihr Sohn Max, 25, studiert in Wien, ihre Tochter Marie, 20, studiert Tourismus in Salzburg. Marie arbeitet nebenbei als Reiseleiterin und Kellnerin in Salzburg. Nach vielen Jahren des Alleinseins hat sich Johanna wieder auf eine neue Beziehung eingelassen. Ihr neuer Lebensgefährte ist Klaus Richter, der als Fachanwalt für Arbeitsrecht in Salzburg eine gutgehende Anwaltskanzlei führt. Johanna und Klaus wollen nunmehr zusammenziehen und einen gemeinsamen Hausstand gründen. Seine scherzhafte Aussage: „Mit mir ziehen 200 Aktenordner ein!“ löst in Johanna jedoch unbewusst Zweifel aus, ob das Zusammenziehen mit Klaus die richtige Entscheidung für ihr Leben ist.
In den Semesterferien kommen Max und Marie nach Hause und lernen Klaus kennen. Die erste Begegnung verläuft positiv. Die Kinder freuen sich, dass ihre Mutter ein spätes Glück gefunden hat, und reagieren positiv auf den grundsoliden, sympathischen Rechtsanwalt. Max erzählt seiner Mutter, er habe sich von seiner Freundin „Nicola“ getrennt; benimmt sich aber irgendwie merkwürdig.
Eines Tages, mitten in den Umzugsvorbereitungen von Johanna und Klaus, steht plötzlich Walter Kern auf Johannas Terrasse. Johanna hatte vor über 20 Jahren in Salzburg eine leidenschaftliche Affäre mit Walter. Walter arbeitete damals als Dozent für Literatur an der Universität Salzburg; aus Liebe zu ihm besuchte Johanna sogar Vorlesungen bei ihm und lernte Englisch. Er war die große Liebe ihres Lebens. Johanna, damals Mutter des etwa fünfjährigen Max und gerade mit ihrer Tochter Marie schwanger, entschied sich in dieser Situation für die Vernunft und für den Versuch, ihre Ehe zu retten. Sie konnte Walter jedoch nie ganz vergessen. Walter Kern, mittlerweile Literaturprofessor an der Universität Boston in den Vereinigten Staaten, ist nur kurz zu Besuch in Österreich. Er will sein Elternhaus am Mondsee auflösen und für den Verkauf an einen Immobilienmakler übergeben. Bei einem gemeinsamen Besuch mit ihrem Sohn Max in den Vereinigten Staaten hatte Johanna Walter sogar vor einigen Jahren auf dem Uni-Campus nochmals wiedergesehen, hatte jedoch nicht den Mut gehabt, ihn anzusprechen.
Bei einer romantischen Bootsfahrt auf dem Mondsee kommen sich Johanna und Walter wieder näher; sie verbringen die Nacht zusammen und schlafen auch miteinander. Alte Gefühle erwachen neu. Die genauen Hintergründe ihrer Beziehung zu Walter versucht sie vor Klaus zu verheimlichen, da sie ihre Beziehung zu Klaus (erneut wieder aus Vernunftsgründen) nicht gefährden will.
Ihre Tochter Marie erzählt ihr, dass sie beim Kellnern in Salzburg Tom kennengelernt hat, einen jungen Mann aus den Vereinigten Staaten, der mit seinem Vater in Österreich zu Besuch ist. Tom ist, wie sich bald herausstellt, Walters Sohn. Johanna muss sich nun ihrer Vergangenheit stellen: ist Walter möglicherweise doch Maries Vater? Dann hätten sich die Halbgeschwister ineinander verliebt. Marie reagiert entsetzt und verständnislos, angesichts der Tatsache, dass Johanna ihr den Seitensprung beichten musste; es kommt zu einem heftigen Streit zwischen Mutter und Tochter. Johanna handelt und lässt einen Vaterschaftstest durchführen. Das Ergebnis löst Erleichterung in Johanna aus: Walter ist nicht Maries Vater.
Max findet schließlich den Mut und den richtigen Moment, seiner Mutter zu gestehen, dass er schwul ist. Bei „Nicola“ handelt es sich nicht um eine Frau, sondern um seinen italienischen Freund. Johanna reagiert gelassen, zumal sie Nicola, der, als bloßer Freund und Studienkollege aus Wien vorgestellt, ebenfalls zu Besuch war, gleich sympathisch fand.
Tom kann Marie überreden, mit ihm in die USA zu gehen; mithilfe der Kontakte seines Vaters könne sie sicherlich in Boston ihren Bachelor-Abschluss machen. Marie, Tom und Walter Kern reisen ab. Auch Johanna und Klaus wollen daraufhin in den Urlaub fahren. Klaus hatte, ganz gegen seine sonst eher nüchterne Art, Flugtickets für einen romantischen Liebesurlaub besorgt. Auf der Autofahrt zum Flughafen gesteht Johanna Klaus die ganze Wahrheit über ihre Beziehung zu Walter Kern. Klaus reagiert nobel, die beiden trennen sich. Johanna fährt nun zum Bahnhof, in der Hoffnung, dort Walter noch zu erreichen. Als sie ankommt, ist der Zug schon weg; als sie sich jedoch umdreht, steht Walter noch am Bahnsteig und wartet auf sie.

## Produktionsnotizen
Lilly Schönauer – Liebe mit Familienanschluss wurde vom 30. August 2011 bis zum 27. September 2011 an Originalschauplätzen in Salzburg, Sankt Gilgen, am Wolfgangsee und Umgebung gedreht. Der Arbeitstitel des Films war Lilly Schönauer: Liebesgrüße aus der Vergangenheit. Der Film wurde von der Bavaria Fernsehproduktion GmbH in Koproduktion mit der Graf Filmproduktion GmbH für Degeto Film und den ORF produziert.
Kino.de kategorisiert Lilly Schönauer – Liebe mit Familienanschluss als „Komödie/Lovestory“. Im Programmhinweis auf DasErste.de beschrieb der Sender den Film damit, dass in der romantischen Komödie aus der erfolgreichen Lilly-Schönauer-Reihe das Tatort-Urgestein Miroslav Nemec und die charmante Marion Mitterhammer als Paar [glänzen], das 20 Jahre auf die Erfüllung der Liebe gewartet hat. Und weiter: „Marion Mitterhammer und Miroslav Nemec machen in diesem liebenswerten Familienfilm die überraschende Erfahrung [machen], dass Gefühle keine Halbwertszeit haben. Auf Peter Kremer als solidem Rechtsanwalt ist immer Verlass, aber das ist leider nicht genug.“ Des Weiteren gab die ARD an, dass die Dreharbeiten am „traumhaften Wolfgangssee“ stattfanden.
Der Film hatte am 16. Jänner 2013 auf dem österreichischen Fernsehsender ORF 2 seine Fernsehpremiere. Die Erstausstrahlung in Deutschland erfolgte am 13. September 2013.

## Kritiken
„So kommt dann am Ende alles, wie es kommen muss, wenn sich ein Autorinnengespann (Sabine Leipert, Julia Neumann und Sabrina Maria Roessel) unter dem Romantikpseudonym Lilly Schönauer einen neuen Freitagsfilm im Ersten ausgedacht hat. Die Verwicklungen sind bisweilen recht polterhaft, ständig rennen Menschen ineinander oder finden sich in anderen konstruierten Zufällen wieder.“

„Wenn die ARD-Tochter Degeto gemeinsame Sache mit dem ORF macht, sind die Ergebnisse in der Regel Tourismuswerbung mit überschaubarer Spielhandlung. Diese Doppelromanze inklusive verbotener Liebe aus der Reihe „Lilly Schönauer“ macht da keine Ausnahme; sehenswert ist hier allenfalls der Wolfgangsee. Ein Naturfilm hätte es auch getan.“

„Feld-, Wald- und Wiesenfilm ohne Anspruch...Diesmal gab es für die durchschaubare, zusammenkonstruierte Handlung dieses typischen ARD-Melodrams eine ausreichende Kompensation: die herrlichen Landschaften, die schönen Bilder, die (jedenfalls) teilweise schauspielerischen Leistungen (von Peter Kremer, der einst „Siska“ war; von Miroslav Nemec, einer unserer überzeugendsten Tatort-Kommissare; des vielversprechenden Nachwuchs um Pippa Galli.“